# Mont-Bertrand
Mont-Bertrand település Franciaországban, Calvados megyében. Lakosainak száma 248 fő (2018. január 1.). Mont-Bertrand Bures-les-Monts, Campeaux, La Ferrière-Harang, Saint-Martin-des-Besaces és Guilberville községekkel határos.

## Népesség
A település népessége az elmúlt években az alábbi módon változott:
| Lakosok száma | 249  | 209  | 141  | 175  | 204  | 233  | 240  | 236  | 244  | 248  |
|               | 1962 | 1968 | 1982 | 1990 | 1999 | 2008 | 2011 | 2013 | 2017 | 2018 |